# Sunao Tawara
Sunao Tawara (n. 5 iulie 1873, Ōita, Japonia – d. 1952, Nakatsu, Prefectura Ōita, Japonia) a fost un patolog japonez, cunoscut pentru faptul că a descoperit nodul atrioventricular.
Descoperirea a publicat-o în lucrarea Sistemul circulator al inimii mamiferelor din 1906.
A studiat medicina la Universitatea din Tokyo și a obținut doctoratul în 1901.
Între 1903 și 1906 a studiat la Universitatea din Marburg patologia și anatomia patologică, având ca profesor pe Ludwig Aschoff.
Aici a efectuat studiile sale valoroase asupra inimii.
Întors în țara natală, este numit profesor de patologie la Universitatea Imperială din Kyushu.
În memoria sa și a profesorului său, nodul atrio-ventricular mai este denumit și nodul Aschoff-Tamara.